# 毛伊什
毛伊什，是匈牙利巴兰尼亚州所辖的一个村。总面积32.06平方公里，总人口981，人口密度30.6人/平方公里（2011年1月1日）。